# Аль-Бути, Мухаммад Саид Рамадан
Муха́ммад Саи́д Рамада́н аль-Бути́ (араб. محمد سعيد رمضان البوطي‎, 1929, Джилка — 21 марта 2013, Дамаск) — исламский богослов из Сирии. Выпускник шариатского факультета Университета аль-Азхар. Доктор исламской юриспруденции. Руководитель отдела вероисповеданий и религий Университета Дамаска. Член Королевской академии исследований исламской цивилизации в Иордании, Амман (ныне — Королевский институт исламской мысли «Ааль аль-Байт»). Член высшего совета Оксфордского университета. Владел курдским, турецким и английским языками. В 2012 году был включен в список 500 самых влиятельных исламских личностей, где занял 27-е место.
Был ведущей фигурой исламского неотрадиционализма, критикуя противостоящие идеологии, такие как секуляризм, марксизм (диалектический материализм) и национализм, а также реформистски едвижения ваххабизма и исламского модернизма. Автор более 60 книг по исламскому вероубеждению, мусульманскому праву, этике и философии, не считая множества научных статей, а также лекций и уроков, которые он провел в мечетях Сирии за последние сорок лет своей жизни. Некоторые из его трудов были переведены на другие языки мира.
Погиб 21 марта 2013 года во время своего урока по тафсиру Корана в мечети «Аль-Иман» в результате теракта, совершенного террористом-смертником.

## Биография
Выходец из курдского клана Хадхабани, родился в 1929 году в деревне Джилка (о. Бутан) в Турции и уже в четыре года вместе с отцом иммигрировал в Сирию (Дамаск). По окончании медресе продолжил учёбу в Дамасском университете. Выпускник шариатского факультета Университета Аль-Азхар (1955 г.). С 1960 г. занимал должность декана шариатского факультета Дамасского университета. Он также являлся членом королевского Общества исламской цивилизации (Иордания) и членом Высшего совета Оксфордского университета (Великобритания). Свободно говорил на арабском, турецком и курдском языках, а также неплохо говорил на английском языке. Рамадан аль-Бути читал лекции в дамасской мечети Омейядов. Занимал должность главы Союза мусульманских ученых Леванта (аш-Шама).
Считался ведущим союзником баасистского режима среди суннитского духовенства, даже во время репрессий властей против исламистов, и возглавил молитвы на похоронах Хафеза Асада в 2000 году. Во время восстания «Братьев-мусульман» в Сирии в 1979 году аль-Бути открыто осуждал нападения исламистских боевиков на сирийское правительство, в то время как большинство его старших коллег либо молчали, либо поддерживали оппозицию. 
После начала сирийской революции в марте 2011 года аль-Бути раскритиковал антиправительственные протесты и призвал демонстрантов не следовать «призывам неизвестных источников, которые хотят использовать мечети для подстрекательства к мятежу и хаосу в Сирии». При этом его критика Башара Асада касалась сугубо решения властей уволить сотни женщин-учителей за ношение хиджаба. 

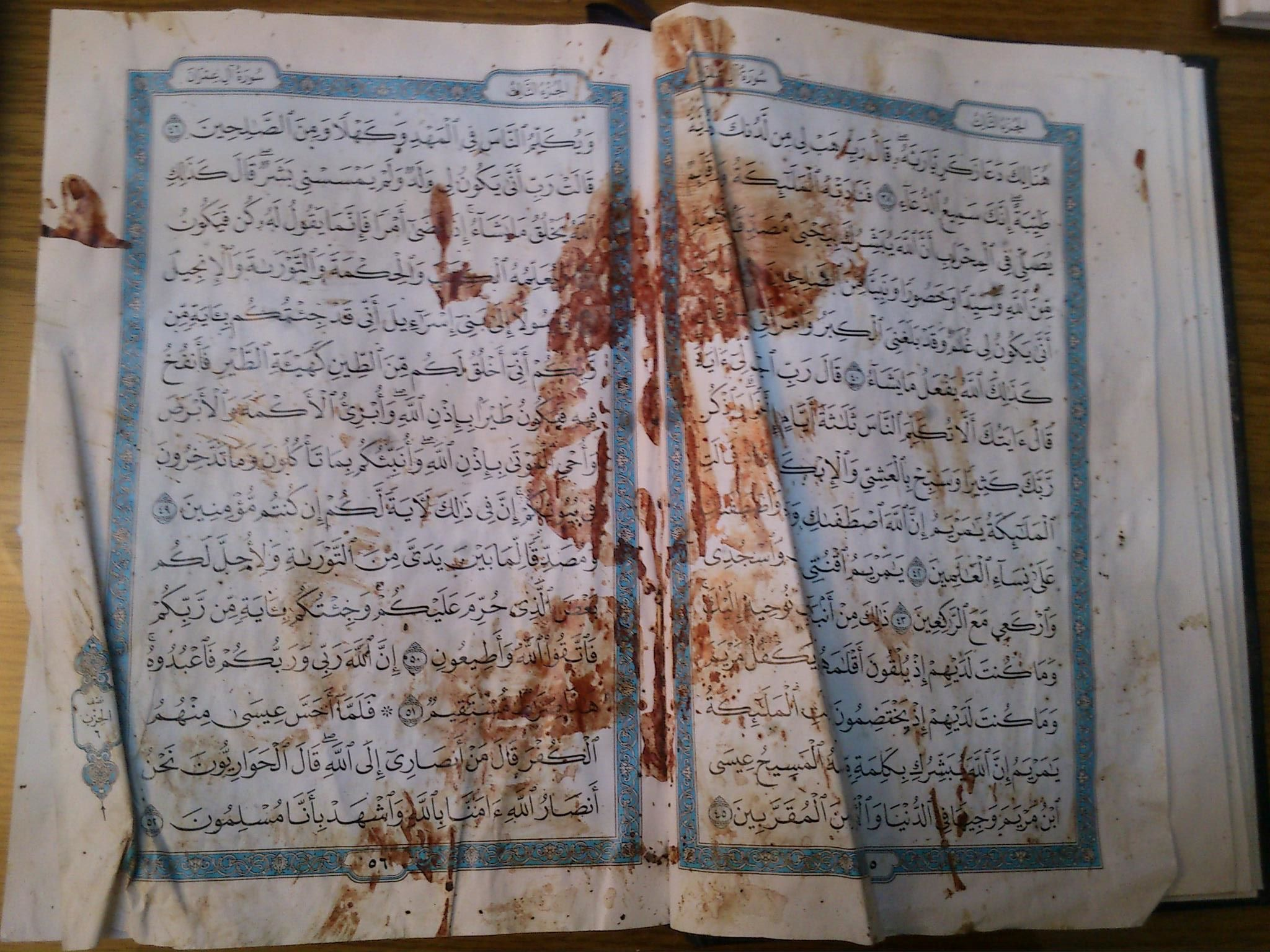
Коран, который держал аль-Бути перед смертью.

Во время гражданской войны в Сирии Рамадан аль-Бути считал, что насильственная смена государственной власти приведёт к антиреволюционной волне, как это происходило в Египте и Тунисе. Он призывал восставших к диалогу с действующей властью и отказу от насилия, как единственно возможного варианта развития сирийской революции.
21 марта 2013 года в дамасской мечети «аль-Иман» террорист-смертник совершил взрыв, в результате которого погибло 49 человек, в том числе и Мухаммад Саид Рамадан аль-Бути. Это был первый случай за время гражданской войны, когда террорист-смертник взорвал взрывчатку внутри мечети. Теракт осудили президент Сирии Башар Асад и лидер сирийской оппозиции Ахмед Муаз аль-Хатиб. Похоронен 23 марта рядом с могилой предводителя мусульман Салахаддина аль-Айюби. Погребальная молитва была совершена в мечети Омейядов.

## Книги
Рамадан аль-Бути является автором более 60 книг по шариату, этике, литературе, философии, социологии и т. д.
- Рамадан аль-Буты. Есть ли у человека свобода выбора или он жертва Божьего принуждения? [Аль-инсан мусайар ам мухайар?]. Ровно: издательство "Волинські обереги", 2020. — 300 с. — ISBN 978-966-416-701-4.

- Рамадан аль-Бути. Путь размечен — Безмасхабность / Перев.: З. Атаев, З. Увайсов. — Ансар, 2004. — 112 с. — ISBN 5-98443-003-7. Архивировано 3 апреля 2013 года.
- Рамадан аль-Бути. Салафия. — Ансар, 2008. — 132 с. — ISBN 978-5-98443-033-3. Архивировано 3 апреля 2013 года.
- Фикх ас-сира ан-набавийа [Понимание жизнеописания Пророка]
- Завабитул шар‘ияти фи шари‘атил Исламийати
- Фикху сират